# Срце зими
Срце зими (фр. Un cœur en hiver) је француски филм који је објављен 1992. У њему играју Еманијел Беар, Данијел Отеј и Андре Дусолије. Изабран је да се такмичи на 49. Међународном филмском фестивалу у Венецији, где је освојио четири награде, укључујући Сребрног лава. Био је номинован за најбољи страни филм на додели БАФТА награда 1994.
Романтична драма је била претпоследњи филм француског писца/редитеља Клода Сотеа. Поново ће са Беаровом радити на свом последњем дугометражном филму, Нели и господин Арно из 1995. (оригинални наслов Nelly et Monsieur Arnaud).

## Радња
Веома цењени рестауратор виолина Стефан (Данијел Отеј) ради и свира сквош са својим дугогодишњим пословним партнером Максимом (Андре Дусолије). Након што Максим, који је ожењен, започне љубав са концертном виолинисткињом Камилом (Беар), Стефан је позван да хитно поправи Камилину виолину. Камил почиње да се заљубљује у Стефана и открива истину Максиму. Стефанова хладна реакција изазива конфузију за Камил, и она се обруши на њега јер је порицао своја осећања.

## Глумци
- Еманијел Беар – Камил
- Данијел Отил – Стефан
- Андре Дусолије – Максим
- Елизабет Буржин – Хелен
- Брижит Катијон – Режин
- Мирјам Бојер – Амет
- Морис Гарел – Лашом
- Жан-Лик Бидо – Остенде

## Музика
У филму се приказује низ извођења камерне музике коју је компоновао Морис Равел, коју свирају Жан-Жак Канторов (виолина), Хауард Шели (клавир) и Кит Харви (виолончело). Новозеландски музичар Џефри Грајс појављује се у филму у улози пијанисте.
Филм садржи само одломке Равелових композиција, али албум са саундтреком их садржи у целини, у извођењу Жан-Жака Канторова (виолина), Филипа Милера (виолончело) и Жака Рувијеа (клавир). Четврта Равелова композиција која није изведена у филму, Berceuse Sur Le Nom De Gabriel Faurе, налази се на албуму са звучним записима. Филм је помогао да се популарише посебно Равелов клавирски трио. Листа нумера:
1. Trio Pour Piano, Violon Et Violoncelle
  - i. Premier Mouvement
  - ii. Pantoum
  - iii. Passacaille
  - iv. Final
2. Sonata Pour Violon Et Violoncelle
  - i. Allegro
  - ii. Très Vif
  - iii. Vif, Avec Entrain
3. Sonate Pour Violon Et Piano
  - i. Premier Mouvement
  - ii. Blues
  - iii. Perpetuum Mobile
4. Berceuse Sur Le Nom De Gabriel Fauré

Глумица Еманијел Беар је бар годину дана пре снимања филма вежбала виолину, како би могла да убедљиво опонаша секвенце извођења.

## Пријем
На Rotten Tomatoes-у, филм има оцену одобравања од 85% на основу рецензија 13 критичара.
Роџер Еберт из Chicago Sun-Times дао је филму 3,5 од 4 и написао: „Срце зими, у режији Клода Сотеа, има интензитет и деликатност велике кратке приче.“